# Nadzieja (imię)
Nadzieja – imię żeńskie, nawiązujące do jednej z trzech cnót teologalnych. Nadia jest zdrobnieniem od rosyjskiej wersji tego imienia – Nadieżdy. Wśród imion nadawanych nowo narodzonym dzieciom, Nadia w 2009 zajmowała 22. miejsce w grupie imion żeńskich. 
Patronkami imienia są św. męcz. Nadzieja, córka św. Zofii oraz bł. Nadzieja od Jezusa Alhama Valera.
Nadzieja imieniny obchodzi: 15 maja i 30 września; również 1 sierpnia (jako wspomnienie św. męcz. Nadziei).

## Odpowiedniki w niektórych językach
- angielski – Hope, Nadine
- bułgarski – Nadeżda (Nada)
- czeski – Naděje (Nad’a)
- fiński – Toivo
- francuski – Espérance, Nadine
- hiszpański – Esperanza
- łaciński – Spes
- (nowo)grecki – Elpis
- portugalski – Esperença
- rosyjski – Nadieżda (Nadia)
- ukraiński – Nadija
- węgierski – Reményke
- włoski – Speranza

## Osoby o tym imieniu
- Nadia Ali (ur. 1980) – amerykańska piosenkarka
- Nadzieja Artymowicz (1946—2023) – poetka z mniejszości białoruskiej na Podlasiu
- Nadzieja Astapczuk (ur. 1980) – białoruska lekkoatletka
- Nadia Boulanger (1887–1979) – kompozytorka francuska
- Nadia Comăneci (ur. 1961) – gimnastyczka rumuńska
- Nadzieja Drucka – polska pisarka rosyjskiego pochodzenia
- Nadia Fanchini (ur. 1986) – włoska narciarka alpejska
- Nadia Hilu (ur. 1953–2015) – izraelska polityk
- Nadia Zighem, właściwie Nâdiya (ur. 1973) – francuska piosenkarka
- Nadieżda Krupska (1869–1939) – działaczka komunistyczna, żona Włodzimierza Lenina
- Nadia Nadim – duńska futbolistka pochodząca z Afganistanu, uczestniczka Mistrzostw Europy 2009 i 2013
- Nadieżda Pietrowa (ur. 1982) – tenisistka rosyjska
- Hope Sandoval (ur. 1966) – amerykańska piosenkarka
- Nadieżda Skardino (ur. 1985) – białoruska biathlonistka
- Hope Solo (ur. 1981) – amerykańska futbolistka grająca na pozycji bramkarza
- Nadia Styger (ur. 1978) – szwajcarska narciarka alpejska
- Nadieżda Tkaczenko (ur. 1948) – ukraińska lekkoatletka startująca w barwach ZSRR, która specjalizowała się w wielobojach
- Nadieżda Zięba (ur. 1984) – polska badmintonistka pochodzenia białoruskiego
- Destiny Hope Cyrus, znana jako Miley Cyrus (ur. 1992) – amerykańska piosenkarka i aktorka